# Airampoa ayrampo
Airampoa ayrampo ist eine Pflanzenart in der Gattung Airampoa aus der Familie der Kakteengewächse (Cactaceae). Ein spanischer Trivialname ist „Ayrampo“.

## Beschreibung
Airampoa ayrampo wächst niedrigbleibend mit meist niederliegenden oder kriechenden Trieben, die an den Kanten der Triebsegmente Wurzeln ausbilden. Die abgeflachten, gelegentlich halbmondförmigen, selten fast zylindrischen Triebsegmente sind etwas gehöckert und bis 6 Zentimeter lang. Auf ihnen befinden sich bis zu 60 oder mehr, eng beieinanderstehende Areolen. Die aus ihnen entspringenden 5 bis 8 (selten 2 bis 12) nadeligen, ungleichen, ausgebreiteten Dornen sind kräftig bis borstenartig. Sie sind an fast allen Areolen vorhanden. Die bis 7 Zentimeter langen Dornen sind gelblich bis bräunlich gefärbt.
Die gelben, orangen, rosafarbenen oder roten Blüten sind bis 5,5 Zentimeter lang. Ihr Perikarpell ist bis fast zur Basis mit Areolen bedeckt, wobei die oberen Areolen borstig sind. Die dunkelroten Früchte weisen eine Länge von bis 2,5 Zentimetern auf. Im oberen Teil entspringen den Areolen einige bis 2 Zentimeter lange Dornen. Der untere Teil der Frucht ist nicht mit Areolen bedeckt.

## Verbreitung, Systematik und Gefährdung
Airampoa ayrampo ist im Süden Perus, in Bolivien sowie im Norden Chiles und Argentiniens in Höhenlagen von 3200 bis 4000 Metern weit verbreitet.
Die Erstbeschreibung als Cactus ayrampo erfolgte 1809 durch Thaddäus Haenke. Alexander Borissovitch Doweld stellte die Art 2002 in die Gattung Airampoa. Ein weiteres nomenklatorische Synonym ist Opuntia ayrampo (Haenke) Mottram (2004). Zu den taxonomischen Synonymen zählen u. a. Opuntia soehrensii Britton & Rose (1919), Platyopuntia soehrensii (Britton & Rose) F.Ritter (1980), Tunilla soehrensii (Britton & Rose) D.R.Hunt & Iliff (2000), Tephrocactus soehrensii (Britton & Rose) G.D.Rowley (2006) und Airampoa soehrensii (Britton & Rose) Lodé (2016). 
In der Roten Liste gefährdeter Arten der IUCN wird die Art unter dem Namen Tunilla soehrensii als „Least Concern (LC)“, d. h. als nicht gefährdet geführt. Die Entwicklung der Populationen wird als stabil angesehen.

## Verwendung
Die Früchte werden zum Färben von Nahrungsmitteln benutzt. Aus Peru ist der Einsatz in der Volksmedizin bekannt.

## Nachweise